# Albert Riggenbach
Albert Riggenbach (* 22. August 1854 in Basel; † 28. Februar 1921 ebenda) war ein Schweizer Astronom, Hochschullehrer und Politiker (LDP).

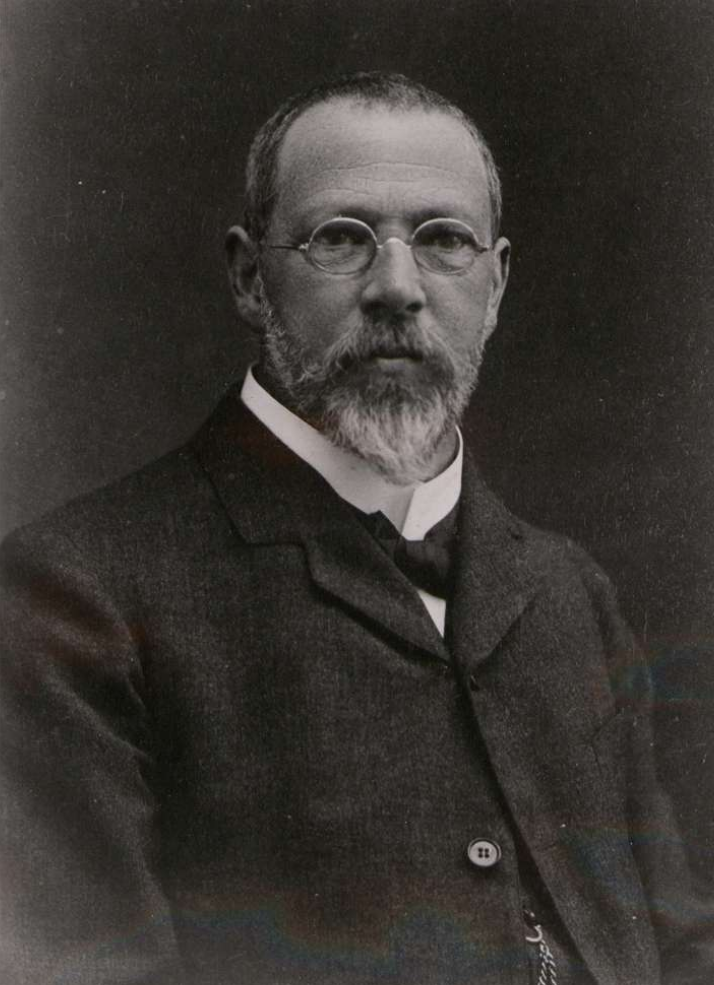
Albert Riggenbach-Burckhardt

## Leben und Werk
Albert Riggenbach war ein Sohn des Kaufmanns und Vogts Albert Riggenbach (1822–1906) und dessen Ehefrau Marie Henriette (1824–1919), Tochter des Kaufmanns und Bankiers Johann Jakob Iselin (1794–1874). Riggenbach war der Bruder von Eduard Riggenbach sowie ein Neffe des Architekten Christoph Riggenbach und ein Grossneffe des Architekten Achilles Huber.
Riggenbach studierte in Basel, Tübingen, München und Berlin Mathematik und Physik. 1880 promovierte er, seine Habilitation erfolgte 1886. Riggenbach arbeitete auf den Gebieten der Meteorologie, Physik, Geophysik, Astronomie und Geodäsie.

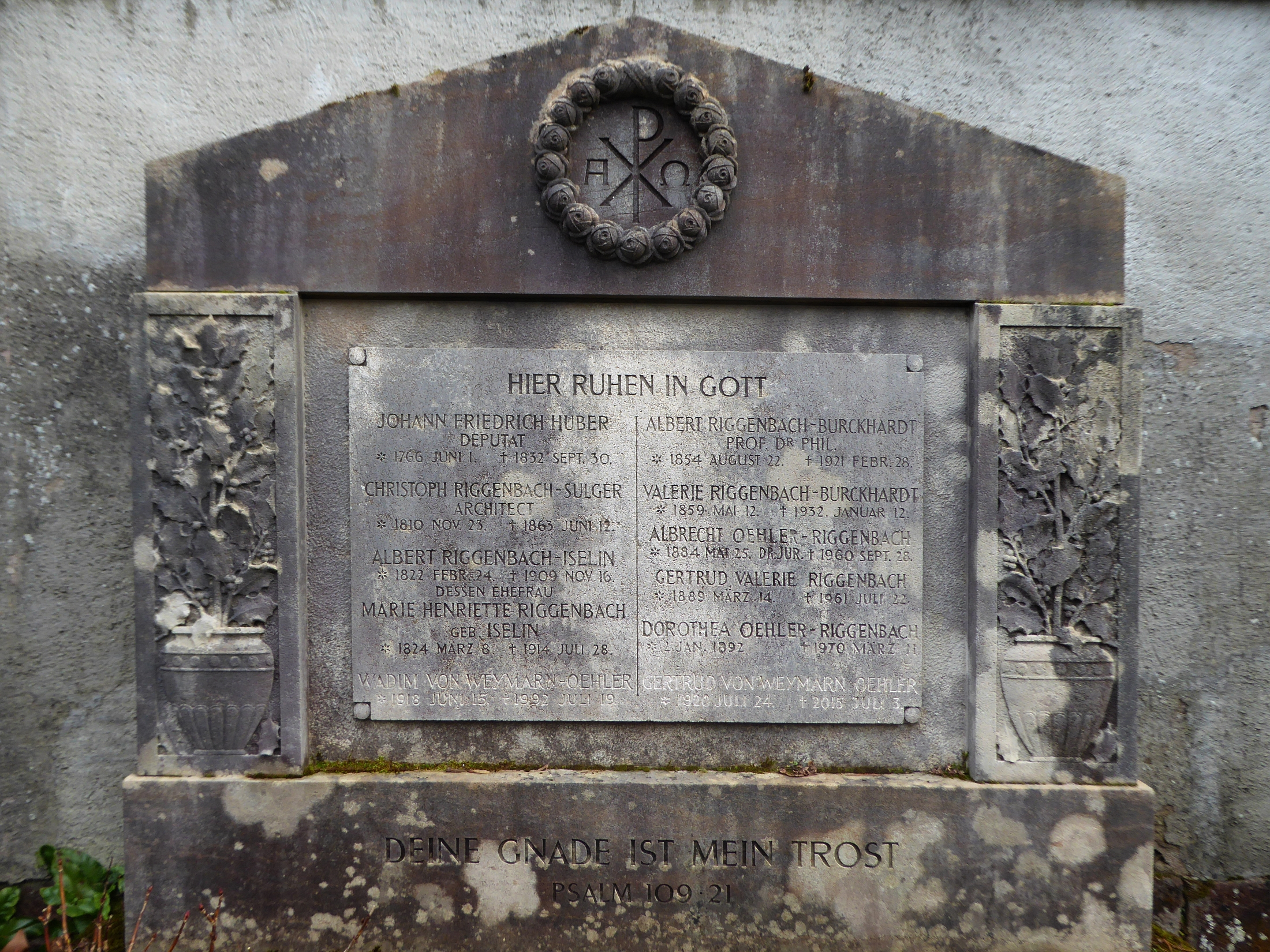
Grab auf dem Wolfgottesacker, Basel

Ab 1880 war er Assistent für Astronomie und Meteorologie an der Physikalischen Anstalt in Basel. Ab 1889 lehrte er als ausserordentlicher und von 1899 bis 1914 als ordentlicher Professor an der Universität Basel. Ab 1895 war er Vorsteher der neuen Astronomisch-Meteorologischen Anstalt. Gleichzeitig unterrichtete er von 1882 bis 1900 Mathematik am Gymnasium.
Riggenbach war ab 1880 Mitglied der Naturforschenden Gesellschaft in Basel und von 1880 bis 1894 deren Sekretär. Zudem war er Mitglied zahlreicher nationaler und internationaler wissenschaftlicher Kommissionen. Von 1912 bis 1917 war er als Liberaler im Basler Grossen Rat.
Albert Riggenbach war seit 1883 mit Margaretha Valerie (1859–1932), geborene Burckhardt, verheiratet. Ihre gemeinsame Tochter Maria Margaretha (1887–1952) heiratete 1909 den Kaufmann Hans Leonhard Miescher (1884–1955). Seine letzte Ruhestätte fand Albert Riggenbach auf dem Wolfgottesacker in Basel.